# Евгени Генчев (музикант)
Евгени Генчев е български музикант, познат на световната сцена като виртуоза на пианото. Той е пианист, композитор, актьор, писател и музикален педагог.

## Биография
Възпитаник на Кралската музикална академия в Лондон, Евгени получава широко признание и изнася концерти на няколко континента. Споделя една сцена със звезди като Том Джоунс, Лейди Гага, Хелене Фишер, Андреас Габалие и други. Носител е на над 15 национални и международни награди за пиано, включително и на големия приз „Добрин Петков“ за постижения и принос в музиката.
От 2021 г. Евгени работи с Лука Шулич, член на международно признатата група 2Cellos, с когото редовно изнася турнета по света. Виртуозният музикант е чест гост в редица събития и програми на световните телевизионни гиганти, а сред най-впечатляващите му изяви се нареждат изпълнението му в шоуто на Хайди Клум – „Следващият топ модел“, както и участието му в новогодишния спектакъл пред Бранденбургската врата през 2017 г., проследен от милиони хора на живо и пред телевизионния екран. Освен това известно време Евгени е част от музикалната група Symphoniacs, с която подписва с „Юнивърсъл Мюзик“ и издава албум.
През август 2022 г. е избран за участие във втория сезон на риалити предаването „Ергенът“.
През декември 2023 г. прави дует с певицата Виктория Георгиева, участничка в „Евровизия“ и четвъртия сезон на телевизионното шоу X Factor, на собствения си аранжимент на песента „Хубава си, моя горо“. Клипът към песента е заснет на язовир „Въча“, докато Евгени и Виктория са на платформа, вдигната 100 метра във въздуха.
В личния си живот Евгени Генчев е посветен на семейството и изкуството.